# Сальса (музика)

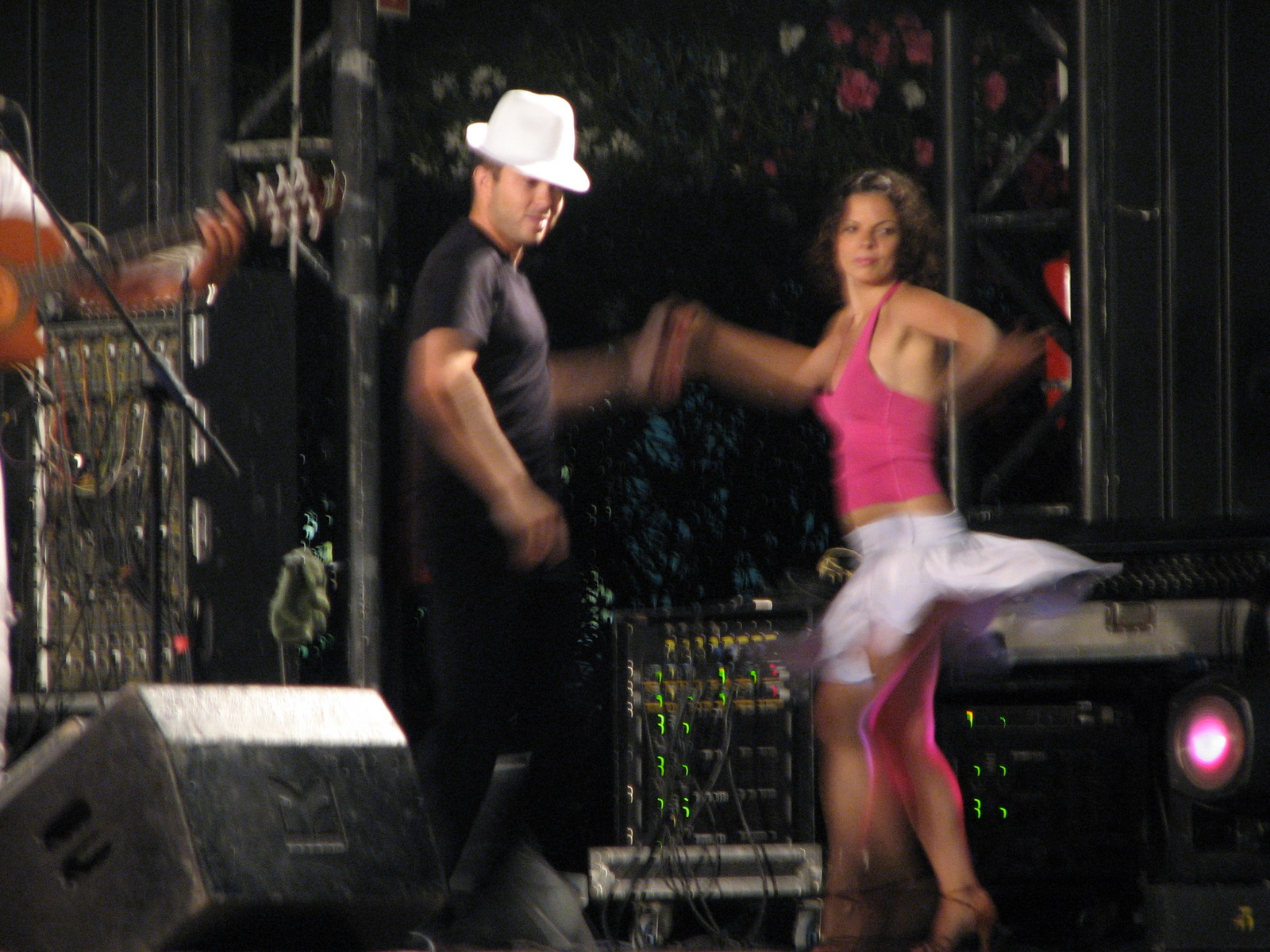
Сальса (музика)

Сальса (ісп. salsa — «соус») — музичний жанр, популярний в основному в Латинській Америці і серед вихідців із неї. Сальса включає багато стилів і варіацій; у широкому сенсі термін можна вживати стосовно практично будь-якої музики кубинського походження (наприклад, ча-ча-ча, болеро, мамбо). У вужчому сенсі термін стосується стилю, розробленого в 1960-х і 1970-х кубинськими й пуерториканськими іммігрантами в Нью-Йорку та його околицях, а також його відгалужень. Цей музичний стиль зараз розповсюджений не лише в Латинській Америці, а й у всьому світі. Найближчими стилями до сальси є кубинське мамбо, сон початку XX століття і латиноамериканський джаз. Взагалі, терміни «латиноамериканський джаз» і «сальса» часто вживають як синоніми; багатьох музикантів відносять до обох жанрів, особливо це стосується музикантів до 1970-х років.

## Музичні особливості
Темп сальси варіюється від 160 bpm до 220 bpm. Основу ритміки сальси  задають ударні інструменти - клавес, конги, бонги, тімбалес, маракаси, гуїро. Також використовується контрабас, латиноамериканська гітара (трес) і фортепіано.
Сальса має специфічний ритмічний малюнок, основою якого є ритм "клаве", що виконують клавес і конго, або клавес, тімбалес і бонги.
Типова мелодична лінія сальси - це остинатна фігура гуахо (guajeo), типовий кубинський остінатний мотив, побудований на арпеджованих акордах із синкопованим ритмом. Поєднує європейські гармонічні та африканські ритмічні елементи. Найчастіше виконується на фортепіано, особливо у розділі montuno, й є одним із найхарактерніших елементів сальси. 
|  |  |
|  |  |
|  |  |